# Diocèse de Matehuala
Le diocèse de Matehuala (en latin : Dioecesis Matehualensis ; en espagnol : Diócesis de Matehuala) est un diocèse de l'Église catholique du Mexique, suffragant de l'archidiocèse de San Luis Potosí.

## Territoire

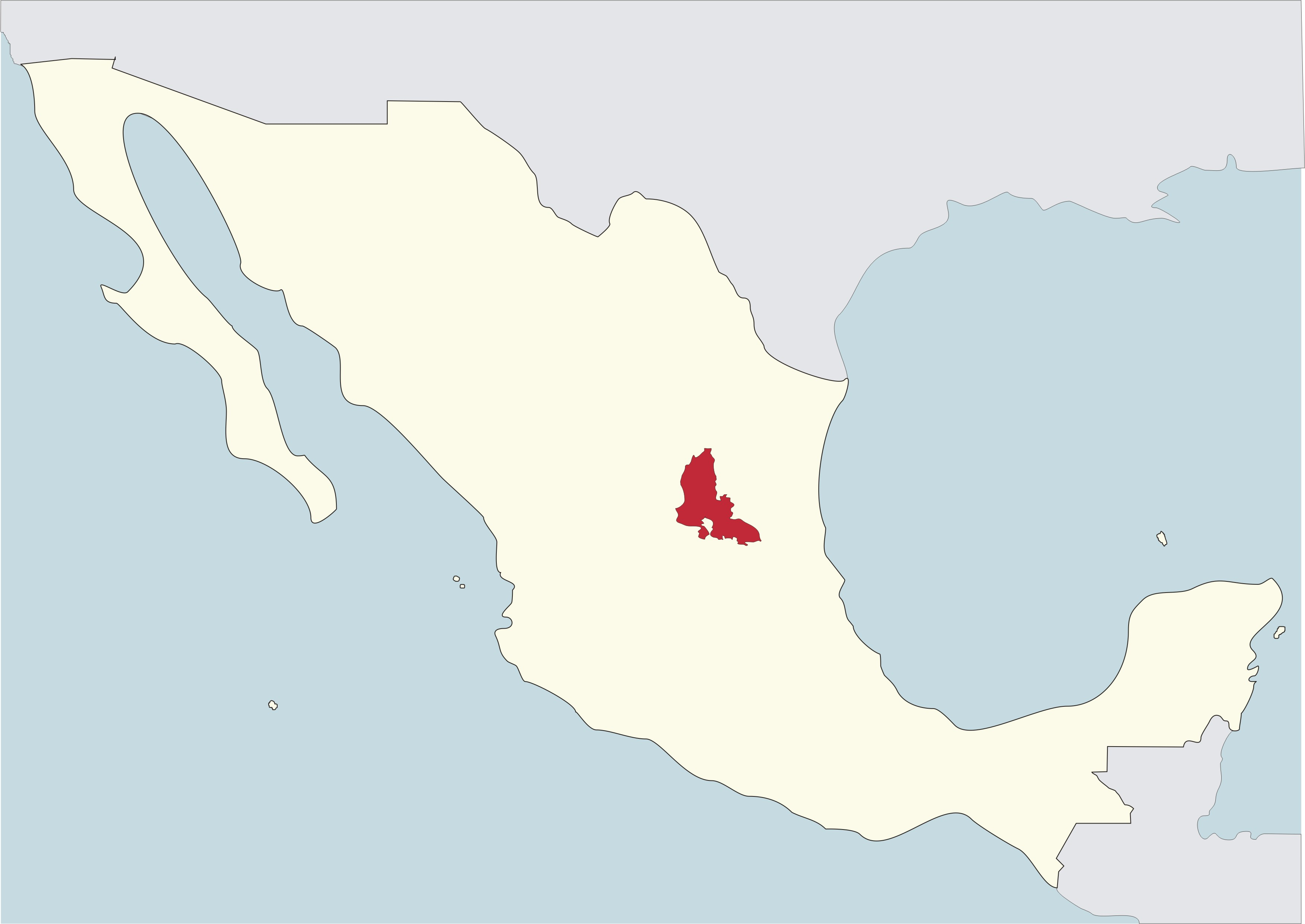
Le diocèse de Matehuala en rouge sur la carte du Mexique

Il comprend les municipalités de Catorce, Cedral, Charcas, Ciudad del Maíz, Guadalcázar, Matehuala, Santo Domingo, Vanegas, Venado, Villa de Arista, Villa de Guadalupe et Villa de la Paz de l'État de San Luis Potosí.
Il possède un territoire d'une superficie de 26 912 km2 divisé en 17 paroisses. Le siège épiscopal est dans la ville de Matehuala où se trouve la cathédrale de l'Immaculée-Conception (es).

## Historique
Le diocèse est érigé le 28 mai 1997 par la constitution apostolique Apostolicum officium du pape Jean-Paul II en prenant une partie du territoire du diocèse de Ciudad Valles et de l'archidiocèse de San Luis Potosí dont Matehuala devient suffragant.

## Évêques
- Rodrigo Aguilar Martínez (28 mai 1997 - 28 janvier 2006), nommé évêque de Tehuacán
- Lucas Martínez Lara (5 octobre 2006 - 9 avril 2016)
- Margarito Salazar Cárdenas, depuis le 3 mars 2018